# الحجر (الشعر)

تعديل مصدري - تعديل

الحجر هي إحدى قرى عزلة المفتاح بمديرية الشعر التابعة لمحافظة إب، بلغ تعداد سكانها 82 نسمة حسب تعداد اليمن لعام 2004.